# 주광윤
주광윤(朱光潤, 1982년 10월 23일 ~ )은 대한민국의 축구 선수로서 포지션은 공격수이다.
2010년 광주 상무에 입대했으며, 2011년 K리그 승부조작 사건에 연루되어 한국프로축구연맹으로부터 영구제명 처분을 받았다.